# Lowe, Staffordshire
Lowe var en civil parish 1866–1934 när det uppgick i Leek, i grevskapet Staffordshire i England. Civil parish var belägen 10 km från Waterhouses och hade 299 invånare år 1931.